# 숀 다이치
숀 마크 다이치(영어: Sean Mark Dyche, 1971년 6월 28일 ~ )는 잉글랜드의 전 축구 선수이자 현 에버턴의 축구 감독이다. 2012년부터 2022년까지 번리 감독직을 맡았다. 풋볼 리그 챔피언십 2013-14 시즌 2위를 차지해 팀을 프리미어리그로 승격시키는데 성공했다.

## 수상

### 선수
체스터 필드
- 풋볼 리그 2부 플레이 오프 승리: 1994–95

브리스틀 시티
- 풋볼 리그 2부 준우승: 1997–98

밀월
- 풋볼 리그 2부 우승: 2000–01

노샘프턴 타운
- 풋볼 리그 2 준우승: 2005–06

### 감독
번리
- 풋볼 리그 챔피언십 우승: 2015-16
- 풋볼 리그 챔피언십 준우승: 2013–14

개인
- 풋볼 리그 챔피언십 이달의 감독:2013년 9월, 2013년 10월, 2014년 4월